# Red Dress Ink

Red Dress Ink est une ancienne collection littéraire créée en 2001 aux États-Unis et publiée par les Éditions Harlequin de juin 2003 à 2014 en France, dont le genre est la chick lit : des comédies contemporaines et urbaines avec des héroïnes célibataires et trentenaires. Elle est dans la veine du roman d'Helen Fielding, Le Journal de Bridget Jones pour « redynamiser le genre du roman sentimental ». Visant à anticiper une possible désaffection de son lectorat traditionnel et à pallier le vieillissement de celui-ci, l'éditeur Harlequin présente Red Dress Ink, lors de sa création, comme une collection différente de ses romans traditionnels et disponible dans les librairies et non plus seulement dans les grandes surfaces ou points de vente des gares. 

## Titres parus
1. City girl de Sarah Mlynowski
2. Célibataire à New-York de Melissa Senate
3. Confessions d'une ex de Lynda Curnyn
4. Vous avez dit célibataire ? de Wendy Markham
5. Trois filles en folie de Sarah Mlynowski
6. Aller simple pour Los Angeles de Cathy Yardley
7. Manhattan et moi de Ariella Papa
8. Fashion victim de Lynn Messina
9. Opération bague au doigt de Lynda Curnyn
10. Lucy, un peu... beaucoup... à la folie de Betsy Burke
11. Un très gros mensonge de Lauren Baratz-Logsted
12. Télémania de Sarah Mlynowski
13. Au secours, il m'aime ! de Jackie Rose
14. Ma rivale et moi de Kelly Harte
15. Lizzie dans tous ses états de Jane Sigaloff
16. Trois sœurs à New-York de Melissa Senate
17. Big love de Deborah Blumenthal
18. Personnel et confidentiel de Jane Sigaloff
19. Eleanore débarque de Lee Nichols
20. Mariée, moi... jamais ! de Yvonne Collins et Sandy Rideout
21. Absolutely fantastic de Tyne O'Connell
22. Cherche prince charmant désespérément de Lynda Curnyn
23. Diva attitude - Princesse attitude de Erica Orloff
24. Petites confidences entre amies de Susan Hubbard
25. Ex in the city de Wendy Markham
26. J-30 de Melissa Senate
27. Made in New-York de Lynn Messina
28. Hommes, femmes, mode d'emploi de Sarah Mlynowski
29. People attitude de Laura Caldwell
30. Pour le meilleur et pour le pire ! de Jane Sigaloff
31. Ca n'arrive que dans les films ! de Courtney Litz
32. Un fiancé qui a du chien de Lee Nichols
33. Dans la peau d'une autre de Lauren Baratz-Logsted
34. Miss Bubbles vole la vedette de Melanie Murray
35. 4 amis à Manhattan de Melissa Senate
36. Sexe, Meurtres et Cappuccino de Kyra Davis
37. Promotion canapé de Yvonne Collins & Sandy Rideout
38. Méfiez-vous de vos vœux, ils pourraient se réaliser de Laura Caldwell
39. Mon meilleur ennemi de Deborah Blumenthal
40. Le pacte de Jennifer Sturman
41. Apprentie fermière de Allison Rushby
42. Miss London emménage de Susan Hubbard
43. Telle mère, telle fille de Jane Sigaloff
44. Je hais la Saint Valentin de Allison Rushby
45. Un très gros changement de Lauren Baratz-Logsted
46. Moi & moi vice versa de Sarah Mlynowski
47. À quand le grand saut ? de Wendy Markham
48. Crimes, passion et talons aiguilles de Kyra Davis
49. Eléanore s'en mêle de Lee Nichols
50. La revanche d'une brune de Melissa Senate
51. Moi & mon secret de Wendy Markham
52. Miss Malchance mène l'enquête de Jennifer Sturman
53. Petit meurtres en bikini de Lynda Curnyn
54. Coup de folie sur la City de Kelly harte
55. Crimes et cocktails en série de Wendy Roberts
56. Lola et ses ex de Tyne O'Connell
57. Vent de folie en Californie de Holly Jacobs et Jody Gehrman
58. Micmacs à Manhattan de Jennifer Sturmann
59. Mon fiancé,mon ex et moi de Wendy Markhmam
60. Mystères à San Francisco de Jennifer Sturman
61. Héritière malgré moi  de Lynn Messina
62. Séduction, meurtres et chocolat noir de Kyra Davis
63. Comment j'ai survécu au mariage de mon ex de Brenda Janowitz
64. Bons baisers de Californie de Jody Gehrman
65. Chassé-croisé a Notting Hill de Jane Sigaloff
66. Quinze questions à se poser avant de l'épouser de Melissa Senate
67. Drôle de tandem de Lee Nichols
68. Cinq citadines branchées de Jane Sigaloff, Arielle Papa, Kyra Davis, Melissa Senate
69. Journal d'une apprentie séductrice de Betsy Burke
70. Talons aiguilles et peinture fraiche de Wendy Markham
71. Mon fiancé,sa mère et moi de Brenda Janowitz
72. Au secours, ma meilleure amie est enceinte ! de Ariella Papa
73. Comment je suis devenue irrésistible de Mindy Klashy
74. Moi, l'amour et autres catastrophes de Karen Templeton
75. Coups de foudre, crimes et rouge à lèvre de Kyra Davis
76. Bientôt 30 ans, toujours célibataire de Poonam Sharma
77. Comment j'ai trouvé le prince charmant de Jackie Rose
78. Ce que veulent les filles de Leigh Riker
79. Il m'aime... un peu... beaucoup ? de Libby Malin
80. Une célibataire à Los Angeles de Sharma Poonam
81. Comment trouver (rapidement !) l'homme idéal ? de Mindy Klasky
82. Sexe, mensonge et petite robe noire de Kyra Davis
83. New York, l'amour, les hommes... et moi ! de Ariella Papa
84. Jane, l'amour, la vie... et les hommes !  de Mindy Klasky
85. Miranda, dans tous ses états de Betsy Burke
86. À quoi rêvent les filles ? de Mindy Klasky
87. Confession d'une it-girl de Melanie Murray
88. Amies pour la vie ! de Grace Carol
89. Coup de folie sur Manhattan ! de Mindy Klasky
90. Petit guide de survie pour New-Yorkaise en déroute de Mindy Klasky
91. Noël, l'amour et autres contrariétés de Caren Lissner
92. Le Paradis caché d'Eve Crenshaw de Lee Nichols
93. Amour et Frappuccino à Manhattan de Erica Orloff
94. Sea, sex... & Sean de Cathy Yardley
95. Amour, fanfreluches et (petites) confidences de Lisa Cach
96. Les mésaventures de Melody Tanner de Leslie Kelly
97. Paillettes et gros dossiers de Cléo Buchheim